# Groupe de NGC 4105
Le groupe de NGC 4105 comprend au moins cinq galaxies situées dans la constellation de l'Hydre. La distance moyenne entre ce groupe et la Voie lactée est d'environ 31,9 Mpc (∼104 millions d'al). 

## Membres
Le tableau ci-dessous liste les cinq galaxies du groupe indiquées dans l'article de A.M. Garcia paru en 1993.
| Nom        | Class.          | Type                        | α (J2000.0)   | δ (J2000.0)  | Vitesse radiale (km/s) | m    | Distance (Mpc) | Diamètre (kal) |
| ---------- | --------------- | --------------------------- | ------------- | ------------ | ---------------------- | ---- | -------------- | -------------- |
| NGC 4105   | E3              | Elliptique                  | 12h 06m 40.8s | -29° 45′ 37″ | 1858 ± 9               | 10,7 | 32,3 ± 2,3     | 105            |
| IC 2995    | SB(s)c?         | Spirale barrée              | 12h 05m 46.9s | -27° 56′ 25″ | 1829 ± 6               | 12,2 | 32,0 ± 2,3     | 83             |
| IC 3005    | SBcd?           | Spirale barrée              | 12h 07m 14.2s | -30° 01′ 29″ | 1721 ± 2               | 13,0 | 30,3 ± 2,2     | 88             |
| IC 3010    | (R'_2)SAB(s)0/a | Lenticulaire                | 12h 07m 57.4s | -30° 20′ 22″ | 1982 ± 12              | 12,2 | 34,1 ± 2,4     | 73             |
| ESO 440-46 | SB(s)m?         | Spirale barrée magellanique | 12h 04m 41.1s | -28° 06′ 59″ | 1747 ± 5               | 12,9 | 30,7 ± 2,2     | 48             |

Le site DeepskyLog permet de trouver aisément les constellations des galaxies mentionnées dans ce tableau ou si elles ne s'y trouvent pas, l'outil du site constellation permet de le faire à l'aide des coordonnées de la galaxie. Sauf indication contraire, les données proviennent du site NASA/IPAC.